# George Devol

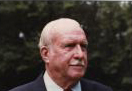
George Devol

George Charles Devol, Jr. (* 12. Februar 1912 in Louisville, Kentucky; † 11. August 2011 in Wilton, Fairfield County, Connecticut) war ein US-amerikanischer Erfinder. Er baute zusammen mit Joseph Engelberger den weltweit ersten Industrieroboter.

## Leben
Er interessierte sich seit seiner Kindheit für technische Dinge und erwarb seine erste praktische Erfahrung bei Riordan Prep.
Er gründete 1932 die Firma United Cinephone Corp. Seine Entwicklung zum Tonfilm stellte er ein, als er erfuhr, dass RCA und Western Electric im gleichen Bereich arbeiteten. Er baute dann die photoelektrisch betätigten Türen Phantom Doorman, deren Fertigung von Yale & Towne übernommen wurde, und andere Produkte mit Steuerungen aus Fotozellen und Elektronenröhren. Er entwickelte auch ein Barcode-System zum Sortieren von Paketen und die Orthoplane Beleuchtung für die Textilindustrie. Das  wichtigste Produkt waren Registrierungen für Druckmaschinen und Verpackungsmaschinen. Er entwickelte auch drahtlose Maschinensteuerungen, die im Krieg als Abstandszünder für Flak-Granaten Verwendung fanden.
Im Zweiten Weltkrieg verkaufte er seine Cinephone-Anteile und wandte sich an Sperry Gyroscope, die Testausrüstungen für Radar- und Mikrowellen-Geräte entwickelte und  wurde Leiter der Abteilung Special Projects. Er wechselte dann zur Auto-Ordnance Company, die die Thompson Maschinenpistole baute. Für die gründete er 1943 in Greenwich (Connecticut) die Tochterfirma General Electronics Industries, die bis Kriegsende zum größten Hersteller von Radar- und Antiradar-Ausrüstung wurde. Nach Meinungsverschiedenheiten wechselte er kurzzeitig zur RCA.
1946 meldete er ein Patent für ein Magnetaufzeichnungsgerät zur Maschinensteuerung und ein digitales Abspielgerät an. 1946 gehörte er auch dem Team um Percy Spencer an, das den Mikrowellenofen für den Hot-Dog-Automaten Speedy Weeny entwickelte. In den frühen 1950ern lizenzierte Remington Rand sein digitales Aufzeichnungssystem und er wurde Leiter der Abteilung Magnetik, die Magnetaufzeinungssysteme für Geschäftsdaten entwickelte, für das es sich allerdings als zu langsam erwies.
Zwischenzeitlich war der Transistor erfunden. 1954 meldete er das US-Patent Nr. 2.988.237 für seine Universal Automation (Unimation) an. Auf seiner Suche nach Geldgebern wandte er sich an Manning, Maxwell and Moore in Stratford (Connecticut), deren Chefingenieur der Luftfahrtabteilung Joseph Engelberger sehr interessiert war. Kurz nachdem Devol seine Patente für seinen Roboter an Manning, Maxwell and Moore verkauft hatte, wurde das Unternehmen von Dresser Industries übernommen. Da Dresser nicht an der Luftfahrtabteilung und seinen Roboter-Patenten interessiert war, suchten sie einen neuen Geldgeber für die Übernahme der Abteilung, wobei sie Consolidated Diesel Electronic (Condec) (vgl. Adept Technology) fanden. Diese willigten ein, die weitere Entwicklung zu finanzieren. Die neue Condec-Abteilung wurde Unimation Incorporated in Danbury (Connecticut) mit Engelberger als Präsident. 1961 lieferten sie ihren ersten Unimate-Roboter an General Motors aus. 1975 machten sie ihren ersten Profit. 1978 entwickelte Victor Scheinman bei der Unimation Inc. den PUMA (Programmable Universal Machine for Assembly).
Devol erhielt später weitere Patente zu visuellen und taktilen Sensoren für Roboter, Koaxial-Steckverbinder, Einwegverpackungen, magnetostriktiven Manipulatoren und zu dem von ihm geschaffenen Feld der Mikrorobotik.